# Триумвират
Триумвират (на латински: triumviratus – tres viri „три мъже“; triumviri) е термин, обозначаващ съюза между три равнопоставени политически или военни лидери. Тези съглашения рядко издържат дълго време.

## Етимология
Корен на думата е триумвир (всеки един от сключилите съюза), от старата латинска фраза trium virum, родителен падеж на tres viri „трима мъже“, от tres „три“ + viri, множествено число на vir „мъж“

## Римският триумвират
Два пъти в историята на Римската република има триумвират за съвместно управление през периода на гражданските войни.
- Първи триумвират – Установен през 60 пр.н.е. от Гней Помпей, Марк Лициний Крас и Гай Юлий Цезар. Триумвиратът е скрепен през 59 пр.н.е. чрез сватбата на Помпей с дъщерята на Цезар – Юлия. През 54 пр.н.е. Юлия умира и триумвиратът постепенно започва да се разпада.
- Втори триумвират – Създаден през ноември 43 пр.н.е. от Октавиан Август, Марк Антоний и Марк Емилий Лепид.